# Чинквеграна (Авелино)
Чинквеграна је насеље у Италији у округу Авелино, региону Кампанија.
Према процени из 2011. у насељу је живело 48 становника. Насеље се налази на надморској висини од 489 м.